# Russowia
Russowia es un género monotípico de plantas con flores de la familia de las asteráceas.  Su única especie, Russowia sogdiana, es originaria de Asia.

## Descripción
Son hierbas que alcanzan un tamaño de 20-60 cm de altura. El tallo erecto, ramificado desde la base o por encima de la mitad, con las ramas delgadas. Hojas delgadas. Las basales espatuladas,  lanceoladas, base atenuada en un largo pecíolo, margen entero o denticulado. Las hojas bajas del tallo liradas o pinnatisectas, segmentos laterales 2-5 pares, oblongas a lineares. Las hojas medias y superiores del tallo disminuidas, pinnatisectas sésiles,; segmentos engrosados en el ápice, segmentos laterales pares 1-3, lineales, 3-30 x 0,3-1 mm. Capítulos pocos a muchos. Involucro cilíndrico a ovoide, de 3-8 mm de diámetro. Brácteas verde con tonos morados, 3 - o 5-estriada, ápice obtuso; brácteas exteriores y medias de ovadas a elípticas, de 2-3.5 × ca. 2 mm, el margen estrecho y membranosa; filarios interior y más internos elíptico-lanceolados a elíptico-oblanceoladas, 6-10 x 2-2,5 mm. Floretes pocos. Corola de 1 cm. Aquenio de color marrón amarillento, estrechamente elipsoide, de 3.5-4 mm, seríceo poco blanco. Elementos de vilanos blancos, de 5-7 mm. Fl. y fr. Junio-octubre.

## Distribución y hábitat
Se encuentra en los desiertos, a una altitud de 800-1000 metros en Xinjiang (Junggar Pendi, Tian Shan) y en Afganistán, Kazajistán, Tayikistán, Turkmenistán y Uzbekistán.

## Taxonomía
Russowia sogdiana fue descrita por (Bunge) B.Fedtsch.  y publicado en Consp. Flora Turkestanicae 4: 267. 1911.
Sinonimia
- Plagiobasis sogdiana Bunge
- Russowia crupinoides C.Winkl.
- Russowia crupinoides C.G.A. Winkl.